# Ženi Božinova
Ženi Božinova (in bulgaro Жени Божиноова?; Pleven, 7 marzo 1931) è un'attrice bulgara.

## Biografia
Debuttò nel 1951 con Utro nad Rodinata, successivamente recita in un ruolo minore in Geroite na Shipka nel 1955 di Sergej Vasil'ev. L'anno dopo, 1956, è nel cast di Tova se sluchi na ulitzata con Apostol Karamitev. Nello stesso anno è in Tochka parva sotto la regia di Bojan Danovski, che fu maestro di Karamitev. Nel 1957 recita in Legenza za lyubovta.
Dopo una pausa di tre anni recita in quello che sarà il suo ultimo film: Prizori (1961).
In totale ha recitato in 6 film.